# Condado de Turner (Dakota del Sur)
El condado de Turner (en inglés: Turner County, South Dakota), fundado en 1871, es uno de los 66 condados en el estado estadounidense de Dakota del Sur. En el 2000 el condado tenía una población de 8849 habitantes en una densidad poblacional de 2 personas por km². La sede del condado es Parker.

## Geografía
Según la Oficina del Censo, el condado tiene un área total de 1599 km² (617,4 mi²), de la cual 1598 km² (617 mi²) es tierra y 2 km² (0,8 mi²) es agua.

### Condados adyacentes
- Condado de Minnehaha - noreste
- Condado de Lincoln - este
- Condado de Clay - sureste
- Condado de Yankton - suroeste
- Condado de Hutchinson - oeste
- Condado de McCook - noroeste

## Demografía
En el 2000 la renta per cápita promedia del condado era de $36 059, y el ingreso promedio para una familia era de $42 704. El ingreso per cápita para el condado era de $17 343. En 2000 los hombres tenían un ingreso per cápita de $28 833 versus $20 075 para las mujeres. Alrededor del 7.20% de la población estaba bajo el umbral de pobreza nacional.
| 1900    | 1910   | 1920   | 1930   | 1940   | 1950   | 1960   | 1970 | 1980 | 1990 | 2000 | Est. 2008 |
| ------- | ------ | ------ | ------ | ------ | ------ | ------ | ---- | ---- | ---- | ---- | --------- |
| 13. 175 | 13 840 | 14 871 | 14 891 | 13 270 | 12 100 | 11 159 | 9872 | 9255 | 8576 | 8849 | 8366      |

## Ciudades y pueblos
- Centerville
- Chancellor
- Davis
- Dolton
- Hooker
- Hurley
- Irene
- Marion
- Monroe
- Naomi
- Parker
- Viborg

## Mayores autopistas
| - Carretera de U.S. 18 - Carretera de U.S. 81 - Carretera Dakota del Sur 19 - Carretera Dakota del Sur 44 | - Carretera Dakota del Sur 46 - Carretera Dakota del Sur 19A |